# Усман-Ташли
Усма́н-Ташлы́ (рос. Усман-Ташли, башк. Уҫман-Ташлы) — село у складі Єрмекеєвського району Башкортостану, Росія. Адміністративний центр Усман-Ташлинської сільської ради.
Населення — 541 особа (2010; 547 в 2002).
Національний склад:
- башкири — 82 %